# Парантелла
Парантелла (лат. parens — родитель) — это группа кровных родственников, в основе которой лежит общий предок с нисходящими от него родственными линиями. Каждая парантелла призывается к наследованию в том случае, если предшествующая ей парантелла отсутствует. Однако внутри каждой группы степень родства с наследодателем не будет играть решающей роли.
Такая система позволяет получать прежде всего преимущества потомкам по нисходящей линии, а уже потом более молодому поколению. Особенность распределения наследства в этой системе — внутри парантеллы, призванной к наследованию, правами на наследство обладают лишь старшие члены группы.
Система парантелл — система наследования по закону, представленная правом Германии, Австрии и Швейцарии, устанавливающая очередность призвания лиц к наследованию по парантеллам.

## Система парантелл в Германии
Само понятие «парантелла» немецкому законодательству неизвестно, вместо него употребляется термин «очередь» (Ordnung).
В Германии число парантелл не ограничено. Первая парантелла состоит из нисходящих наследодателя. Вторую образуют родители и их нисходящие (если родители живы, то все наследство переходит к ним). В третью парантеллу входят бабушка, дедушка и их нисходящие. В четвертую — прабабушка, прадедушка и их нисходящие и т. д.
В соответствии с Германским гражданским уложением доли наследников определяют также по парантеллам. Внутри первой парантеллы наследство подлежит разделу поровну между детьми умершего. Остальные нисходящие наследуют по праву представления, в силу которого права наследника, умершего ранее наследодателя, переходят к его нисходящим. Во второй парантелле имущество делят поровну между родителями наследодателя. Если одного из родителей нет в живых, его доля переходит к нисходящим по праву представления, а в случае их отсутствия — к родителю, оставшемуся в живых. Внутри третьей и последующих парантелл доли наследников распределяются по аналогичному принципу: восходящие отстраняют нисходящих от наследования, то есть имеют преимущество перед ними; наследственное имущество делят пополам между наследниками по материнской и отцовской линиям; при отсутствии родственников в одной линии все имущество распределяется внутри другой; нисходящие наследуют по праву представления.
Переживший супруг не относится ни к одной из парантелл, однако он приобретает право собственности на некоторую часть наследства. Его призывают к наследованию наряду с лицами, входящими в первые три парантеллы. В том случае, если супруг наследует имущество вместе с первой парантеллой, ему причитается одна четвертая часть наследства. Наследование же наряду со второй и третьей парнателлой гарантирует пережившему супругу получение половины от всего объема наследственной массы. При отсутствии наследников первых трёх парантелл супруг наследодателя становится обладателем всего наследства. Та же ситуация складывается и в случае отказа лиц, составляющих первую, вторую и третью парантеллу, от причитающегося им по закону наследственного имущества.
Ребёнок, рожденный вне брака, занимает по отношению к матери и отцу равное положение с законнорожденными детьми. В случае смерти отца и его родственников внебрачный ребёнок и его нисходящие призываются к наследству наряду с законнорожденными детьми умершего и пережившим супругом. Если внебрачный ребёнок умирает, то отец этого ребёнка и его нисходящие будут наследовать наряду с матерью и ее законнорожденными детьми. По отношению к матери и ее родственникам внебрачный ребёнок имеет статус законного ребенка. В случае отсутствия законных наследников имущество по праву наследования переходит к государству.
Правом на обязательную долю в наследуемом имуществе обладают наследники по нисходящей линии, родители и супруг, исключенные из перечня наследников завещательным распоряжением, а также в случае меньшего размера их доли по завещанию, чем половина их законной доли.

## Система парантелл в Швейцарии
Законодательство Швейцарии о наследовании во многом воспроизводит немецкую модель. Однако наследники по закону объединяются только в три парантеллы. В первую входят потомки умершего, при этом дети наследуют равные доли. К их нисходящим имущество переходит на основании права представления. Вторую парантеллу образуют родители наследодателя, между которыми наследство делится поровну. Нисходящие родителей наследуют по праву представления (к примеру, сестры, братья, племянницы, племянники наследодателя и др.). При отсутствии нисходящих в отцовской или материнской линии доля в наследстве переходит к нисходящим в другой линии. В третьей парантелле находятся дедушки и бабушки умершего, наследующие пополам в каждой линии. Нисходящие бабушек и дедушек наследуют по праву представления. При отсутствии нисходящих у кого-либо из бабушек и дедушек в отцовской или материнской линии наследственная доля переходит к нисходящим той же линии, а при отсутствии нисходящих и у бабушки и у дедушки одной линии — к нисходящим другой линии.
Переживший супруг призывается к наследованию наряду с родственниками, входящими в первую или вторую парантеллы, тем самым устраняя от наследования родственников третьей парантеллы. При наследовании вместе с нисходящими наследодателя переживший супруг получает одну вторую наследства, а при наследовании вместе с его родителями — три четвертых наследства. При отсутствии нисходящих наследодателя, его родителей и их нисходящих переживший супруг получает наследство в полном объеме. При отсутствии у наследодателя указанных родственников и пережившего супруга наследственное имущество становится собственностью кантона, в котором наследодатель имел последнее место жительства, либо коммуны, определяемой в соответствии с законодательными правилами указанного кантона.
Прадедушки, прабабушки и их нисходящие, составляющие четвертую парантеллу, получают лишь узуфрукт на наследственное имущество. В этом случае имущество переходит к государству.